# Maximilian Coudenhove

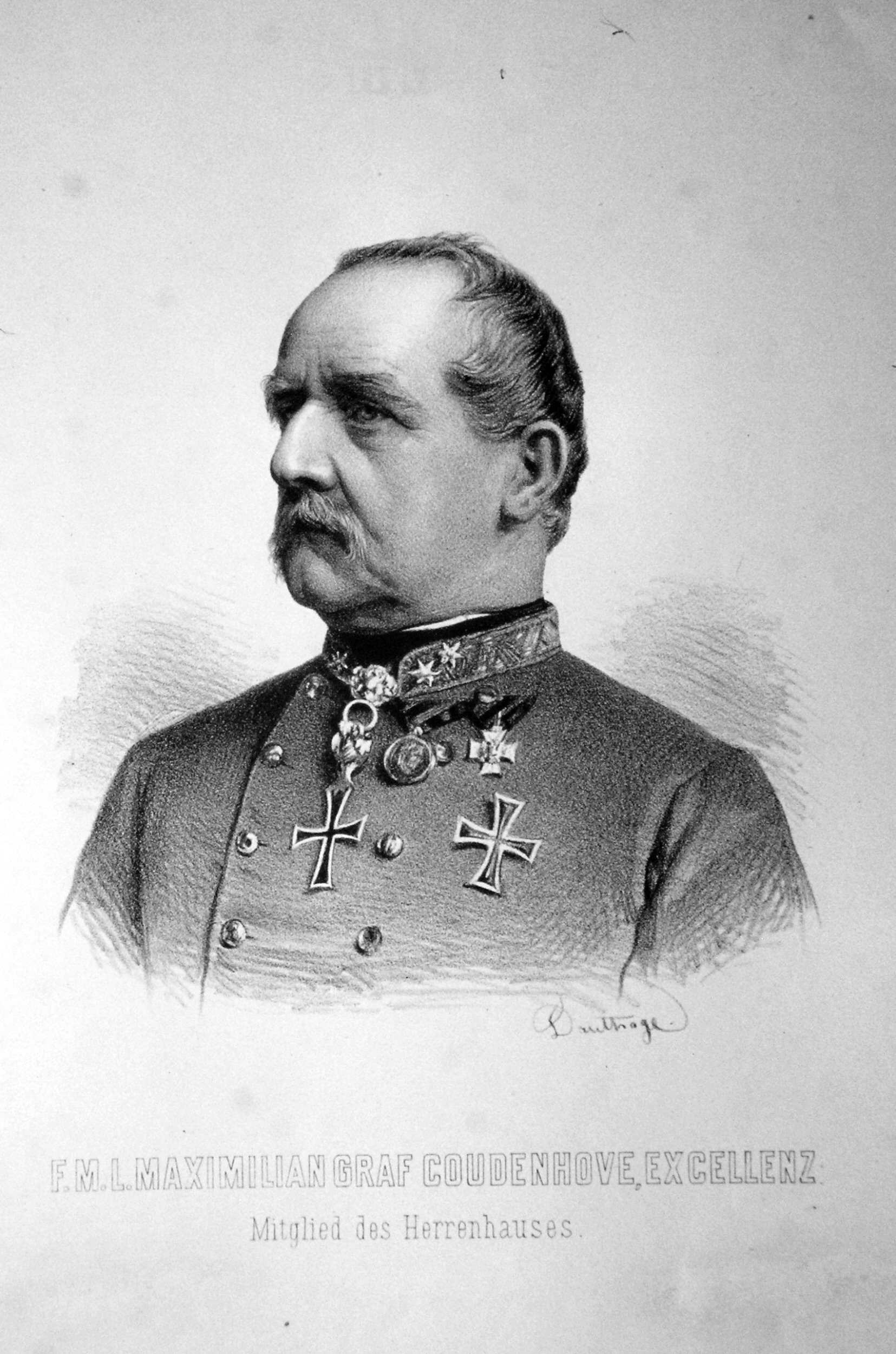
Maximilian Graf Coudenhove, Lithographie von Adolf Dauthage

Max(imilian) Casimir Philipp Maria Graf Coudenhove (* 1. November 1805 in Aschaffenburg, Fürstentum Aschaffenburg; † 13. Dezember 1889 in Wien) war ein österreichischer Heeresoffizier und Politiker. Er hatte ab 1864 den Rang eines Feldmarschallleutnants, war ab 1869 Mitglied des Herrenhauses auf Lebenszeit und Landkomtur des Deutschen Ordens.

## Biografie
Er war der zweite Sohn des Franz Karl Maria Ludwig Graf Coudenhove (1774–1838) und der Charlotte Wamboldt von Umstadt. Die Familie Coudenhove stammte ursprünglich aus Brabant und war seit 1790 im Reichsgrafenstand. Der Vater war Offizier am Hof von Kurmainz bzw. dem Fürstentum Aschaffenburg und Herr auf Setterich bei Aachen. Nach den Napoleonischen Kriegen übersiedelte die Familie nach Böhmen und erwarb das Gut Inditz. Nach dem Tod der Mutter wurde der Vater Priester und Propst des königlichen Kollegiatkapitels auf dem Wyschehrad in Prag.
Maximilian Coudenhove besuchte ab 1821 das Josefstädter Gymnasium in Wien. Er trat 1824 als Kadett in die Kaiserlich-Königliche Armee ein, wurde 1826 Unterleutnant, zehn Jahre darauf Rittmeister, 1847 Major, 1849 Oberstleutnant und im Jahr darauf Oberst. Am 25. September 1854 wurde er zum Generalmajor befördert und war als Brigadier in Rastatt in Garnison. Am 16. August 1864 wurde er Feldmarschallleutnant und beendete bald danach seine aktive militärische Dienstleistung. Am 14. Januar 1865 wurde er pensioniert.
Am 20. Januar 1869 ernannte ihn Kaiser Franz Joseph I. auf Lebenszeit zum Mitglied des österreichischen Herrenhauses, des Oberhauses des österreichischen Reichsrates. Er wurde der „Mittelpartei“ zugerechnet.
Coudenhove gehörte ab 1835 als Ritter dem Deutschen Orden an, ab 1869 war er Landkomtur der Ballei Österreich des Deutschen Ordens. Zudem war er k.u.k. wirklicher Geheimer Rat sowie k.u.k. Kämmerer.

## Vorfahren und Geschwister
| Georg Louis Baron de Coudenhove * 1734, † 13. Juli 1786 in Aschaffenburg, Kurmainz; Burgmann, Geheimrat                                                                                       | Georg Louis Baron de Coudenhove * 1734, † 13. Juli 1786 in Aschaffenburg, Kurmainz; Burgmann, Geheimrat                                                                                       | Georg Louis Baron de Coudenhove * 1734, † 13. Juli 1786 in Aschaffenburg, Kurmainz; Burgmann, Geheimrat                                                                                       | Georg Louis Baron de Coudenhove * 1734, † 13. Juli 1786 in Aschaffenburg, Kurmainz; Burgmann, Geheimrat                                                                                       | Georg Louis Baron de Coudenhove * 1734, † 13. Juli 1786 in Aschaffenburg, Kurmainz; Burgmann, Geheimrat                                                                                       | Georg Louis Baron de Coudenhove * 1734, † 13. Juli 1786 in Aschaffenburg, Kurmainz; Burgmann, Geheimrat                                                                                       |  |  |  |  | ⚭ 1772 mit Sophia Gräfin von Hatzfeldt * 21. Januar 1747 auf Schloss Schönstein, Kurköln, † 21. Mai 1825 in Paris, Frankreich | ⚭ 1772 mit Sophia Gräfin von Hatzfeldt * 21. Januar 1747 auf Schloss Schönstein, Kurköln, † 21. Mai 1825 in Paris, Frankreich | ⚭ 1772 mit Sophia Gräfin von Hatzfeldt * 21. Januar 1747 auf Schloss Schönstein, Kurköln, † 21. Mai 1825 in Paris, Frankreich | ⚭ 1772 mit Sophia Gräfin von Hatzfeldt * 21. Januar 1747 auf Schloss Schönstein, Kurköln, † 21. Mai 1825 in Paris, Frankreich | ⚭ 1772 mit Sophia Gräfin von Hatzfeldt * 21. Januar 1747 auf Schloss Schönstein, Kurköln, † 21. Mai 1825 in Paris, Frankreich | ⚭ 1772 mit Sophia Gräfin von Hatzfeldt * 21. Januar 1747 auf Schloss Schönstein, Kurköln, † 21. Mai 1825 in Paris, Frankreich |
| Georg Louis Baron de Coudenhove * 1734, † 13. Juli 1786 in Aschaffenburg, Kurmainz; Burgmann, Geheimrat                                                                                       | Georg Louis Baron de Coudenhove * 1734, † 13. Juli 1786 in Aschaffenburg, Kurmainz; Burgmann, Geheimrat                                                                                       | Georg Louis Baron de Coudenhove * 1734, † 13. Juli 1786 in Aschaffenburg, Kurmainz; Burgmann, Geheimrat                                                                                       | Georg Louis Baron de Coudenhove * 1734, † 13. Juli 1786 in Aschaffenburg, Kurmainz; Burgmann, Geheimrat                                                                                       | Georg Louis Baron de Coudenhove * 1734, † 13. Juli 1786 in Aschaffenburg, Kurmainz; Burgmann, Geheimrat                                                                                       | Georg Louis Baron de Coudenhove * 1734, † 13. Juli 1786 in Aschaffenburg, Kurmainz; Burgmann, Geheimrat                                                                                       |  |  |  |  | ⚭ 1772 mit Sophia Gräfin von Hatzfeldt * 21. Januar 1747 auf Schloss Schönstein, Kurköln, † 21. Mai 1825 in Paris, Frankreich | ⚭ 1772 mit Sophia Gräfin von Hatzfeldt * 21. Januar 1747 auf Schloss Schönstein, Kurköln, † 21. Mai 1825 in Paris, Frankreich | ⚭ 1772 mit Sophia Gräfin von Hatzfeldt * 21. Januar 1747 auf Schloss Schönstein, Kurköln, † 21. Mai 1825 in Paris, Frankreich | ⚭ 1772 mit Sophia Gräfin von Hatzfeldt * 21. Januar 1747 auf Schloss Schönstein, Kurköln, † 21. Mai 1825 in Paris, Frankreich | ⚭ 1772 mit Sophia Gräfin von Hatzfeldt * 21. Januar 1747 auf Schloss Schönstein, Kurköln, † 21. Mai 1825 in Paris, Frankreich | ⚭ 1772 mit Sophia Gräfin von Hatzfeldt * 21. Januar 1747 auf Schloss Schönstein, Kurköln, † 21. Mai 1825 in Paris, Frankreich |
| | | | | | |  |  |  |  | | | | | | |
| Franz Carl Maria Ludwig Graf von Coudenhove * 8. Januar 1774 in Aachen † 30. April 1838 in Wien, Österreich; Propst des Königlichen Kollegiatkapitels der Hl. Peter und Paul auf dem Vyšehrad | Franz Carl Maria Ludwig Graf von Coudenhove * 8. Januar 1774 in Aachen † 30. April 1838 in Wien, Österreich; Propst des Königlichen Kollegiatkapitels der Hl. Peter und Paul auf dem Vyšehrad | Franz Carl Maria Ludwig Graf von Coudenhove * 8. Januar 1774 in Aachen † 30. April 1838 in Wien, Österreich; Propst des Königlichen Kollegiatkapitels der Hl. Peter und Paul auf dem Vyšehrad | Franz Carl Maria Ludwig Graf von Coudenhove * 8. Januar 1774 in Aachen † 30. April 1838 in Wien, Österreich; Propst des Königlichen Kollegiatkapitels der Hl. Peter und Paul auf dem Vyšehrad | Franz Carl Maria Ludwig Graf von Coudenhove * 8. Januar 1774 in Aachen † 30. April 1838 in Wien, Österreich; Propst des Königlichen Kollegiatkapitels der Hl. Peter und Paul auf dem Vyšehrad | Franz Carl Maria Ludwig Graf von Coudenhove * 8. Januar 1774 in Aachen † 30. April 1838 in Wien, Österreich; Propst des Königlichen Kollegiatkapitels der Hl. Peter und Paul auf dem Vyšehrad |  |  |  |  | ⚭ 27. Juli 1802 mit Karolina (Charlotte) Johanna Walburgis Wambolt von Umstadt † 5. Januar 1819 auf Gut Inditz, Böhmen        | ⚭ 27. Juli 1802 mit Karolina (Charlotte) Johanna Walburgis Wambolt von Umstadt † 5. Januar 1819 auf Gut Inditz, Böhmen        | ⚭ 27. Juli 1802 mit Karolina (Charlotte) Johanna Walburgis Wambolt von Umstadt † 5. Januar 1819 auf Gut Inditz, Böhmen        | ⚭ 27. Juli 1802 mit Karolina (Charlotte) Johanna Walburgis Wambolt von Umstadt † 5. Januar 1819 auf Gut Inditz, Böhmen        | ⚭ 27. Juli 1802 mit Karolina (Charlotte) Johanna Walburgis Wambolt von Umstadt † 5. Januar 1819 auf Gut Inditz, Böhmen        | ⚭ 27. Juli 1802 mit Karolina (Charlotte) Johanna Walburgis Wambolt von Umstadt † 5. Januar 1819 auf Gut Inditz, Böhmen        |
| Franz Carl Maria Ludwig Graf von Coudenhove * 8. Januar 1774 in Aachen † 30. April 1838 in Wien, Österreich; Propst des Königlichen Kollegiatkapitels der Hl. Peter und Paul auf dem Vyšehrad | Franz Carl Maria Ludwig Graf von Coudenhove * 8. Januar 1774 in Aachen † 30. April 1838 in Wien, Österreich; Propst des Königlichen Kollegiatkapitels der Hl. Peter und Paul auf dem Vyšehrad | Franz Carl Maria Ludwig Graf von Coudenhove * 8. Januar 1774 in Aachen † 30. April 1838 in Wien, Österreich; Propst des Königlichen Kollegiatkapitels der Hl. Peter und Paul auf dem Vyšehrad | Franz Carl Maria Ludwig Graf von Coudenhove * 8. Januar 1774 in Aachen † 30. April 1838 in Wien, Österreich; Propst des Königlichen Kollegiatkapitels der Hl. Peter und Paul auf dem Vyšehrad | Franz Carl Maria Ludwig Graf von Coudenhove * 8. Januar 1774 in Aachen † 30. April 1838 in Wien, Österreich; Propst des Königlichen Kollegiatkapitels der Hl. Peter und Paul auf dem Vyšehrad | Franz Carl Maria Ludwig Graf von Coudenhove * 8. Januar 1774 in Aachen † 30. April 1838 in Wien, Österreich; Propst des Königlichen Kollegiatkapitels der Hl. Peter und Paul auf dem Vyšehrad |  |  |  |  | ⚭ 27. Juli 1802 mit Karolina (Charlotte) Johanna Walburgis Wambolt von Umstadt † 5. Januar 1819 auf Gut Inditz, Böhmen        | ⚭ 27. Juli 1802 mit Karolina (Charlotte) Johanna Walburgis Wambolt von Umstadt † 5. Januar 1819 auf Gut Inditz, Böhmen        | ⚭ 27. Juli 1802 mit Karolina (Charlotte) Johanna Walburgis Wambolt von Umstadt † 5. Januar 1819 auf Gut Inditz, Böhmen        | ⚭ 27. Juli 1802 mit Karolina (Charlotte) Johanna Walburgis Wambolt von Umstadt † 5. Januar 1819 auf Gut Inditz, Böhmen        | ⚭ 27. Juli 1802 mit Karolina (Charlotte) Johanna Walburgis Wambolt von Umstadt † 5. Januar 1819 auf Gut Inditz, Böhmen        | ⚭ 27. Juli 1802 mit Karolina (Charlotte) Johanna Walburgis Wambolt von Umstadt † 5. Januar 1819 auf Gut Inditz, Böhmen        |
| | | | | | |  |  |  |  | | | | | | |
| | | Theodor Philipp Friedrich Franz Maria Theophil Graf von Coudenhove * 27. Juli 1803 in Aschaffenburg, † 23. April 1880 in Wien                                                                 | | | |  |  |  |  | | | | | | |
| | | | | | |  |  |  |  | | | | | | |
| | | | | | |  |  |  |  | | | | | | |
| | | Philipp Franz Lothar Maria Graf von Coudenhove * 16. Oktober 1804, † 27. März 1876 | | | |  |  |  |  | | | | | | |
| | | | | | |  |  |  |  | | | | | | |
| | | | | | |  |  |  |  | | | | | | |
| | | Sophia Maria Constantia Theresia Gräfin von Coudenhove * 19. Januar 1805, † 19. Januar 1864                                                                                                   | | | |  |  |  |  | | | | | | |
| | | | | | |  |  |  |  | | | | | | |
| | | | | | |  |  |  |  | | | | | | |
| | | Maximilian Casimir Philipp Maria Graf von Coudenhove * 1. November 1805, † 13. Dezember 1889                                                                                                  | | | |  |  |  |  | | | | | | |
| | | | | | |  |  |  |  | | | | | | |
| | | | | | |  |  |  |  | | | | | | |
| | | Friedrich Hugo Julius Maria Graf von Coudenhove * 21. Mai 1812, † | | | |  |  |  |  | | | | | | |
| | | | | | |  |  |  |  | | | | | | |
| | | | | | |  |  |  |  | | | | | | |
| | | Marie Anna Sophia Augusta Bernardina Leopoldine Gräfin von Coudenhove * 19. November 1813, † 26. Mai 1892 in Angers, Frankreich                                                               | | | |  |  |  |  | | | | | | |
| | | | | | |  |  |  |  | | | | | | |
| | | | | | |  |  |  |  | | | | | | |
| | | Julius Friedrich Leo Maria Graf von Coudenhove * 11. April 1815, † 11. Juni 1868 | | | |  |  |  |  | | | | | | |
| | | | | | |  |  |  |  | | | | | | |